# 達菲 (密西西比州)
達菲（英語：Duffee）是位於美國密西西比州牛頓縣的非建制地區。

## 歷史
達菲的郵局於1914年設立，其後於1959年停運。

## 地理
達菲所處的海拔為高於海平面152米（即499英呎），而該地所採用的時區為UTC-6，即北美中部時區（CST）。同時該地設有夏令時間，為UTC-6調快一小時，即UTC-5（CDT）。